# Carrizal (Chihuahua)
Carrizal es una localidad del estado mexicano de Chihuahua, localizada al norte de su territorio y en el municipio de Ahumada, es una de las poblaciones más antiguas de su región, aunque a la fecha cuenta con una población muy baja.

## Historia
Carrizal se encuentra situada en una región sumamente árida, en el Desierto de Chihuahua, lo que siempre ha marcado su aislamiento y difícil mantenimiento de su población, previo a la conquista española esta zona desértica estaba habitada por grupos étnicos como los sumas, jumanos, janos, mansos y apaches; tribus que en su mayoría resistieron con fuerza todo intento de conquista por parte de los españoles, así como la propaganda religiosa de los misioneros.

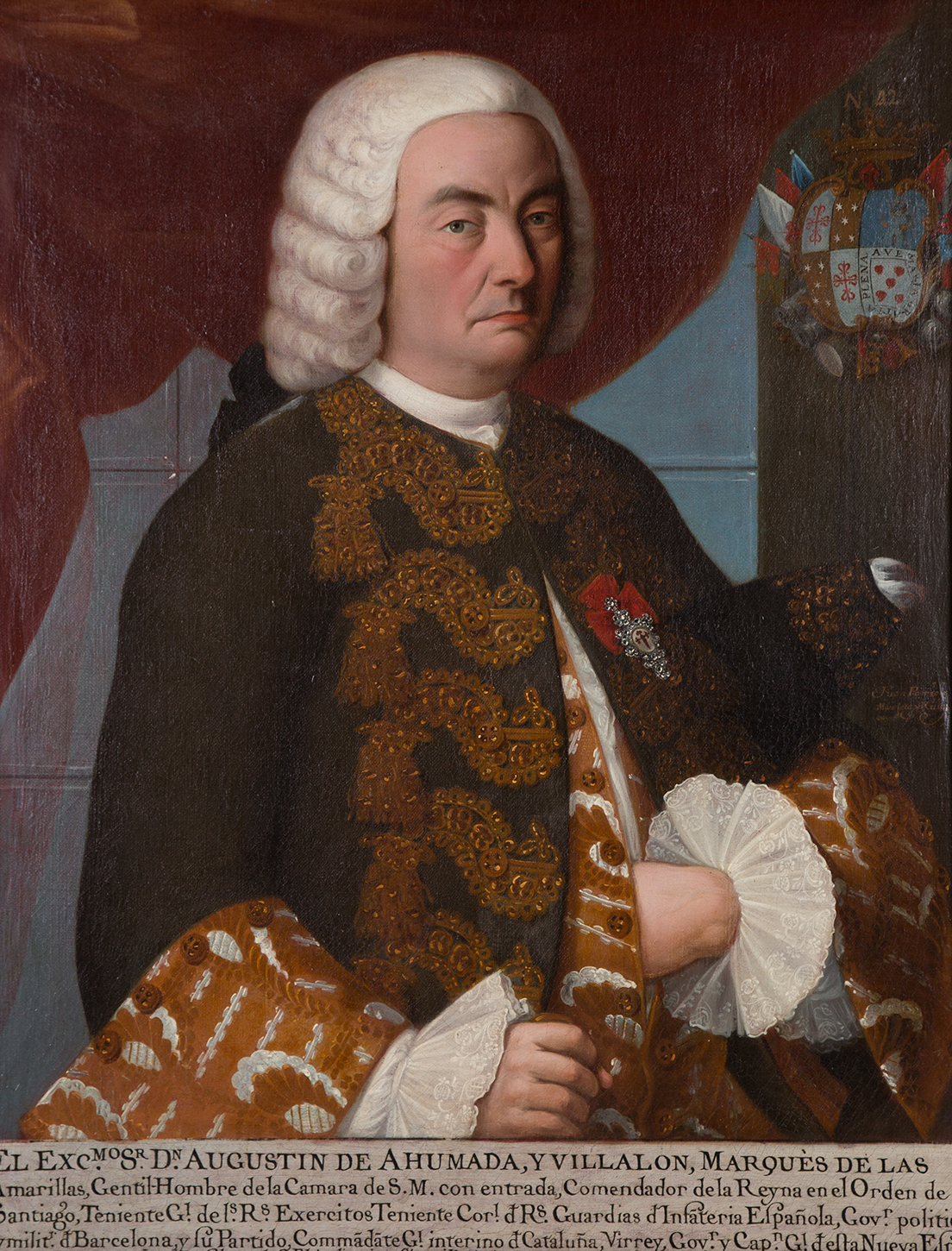
Agustín de Ahumada y Villalón, II Marqués consorte de las Amarillas, en honor a quien recibió su nombre el Presidio de Carrizal.

Al situarse en medio del desierto la agricultura no podía practicarse a gran escala, por lo que las primeras actividades de la zona fue la explotación de salinas, formadas en las cuencas cerradas de lagunas que al evaporarse dejaban depósitos de sal, surgiendo así haciendas y poblaciones en los alrededores; para la seguridad de la zona frente a los frecuentes levantamientos indígenas, la corona española resolvió el establecimiento de presidios militares, uno de los cuales fue el Presidio Militar de San Fernando de las Amarillas del Carrizal, fundado el 8 de noviembre de 1758 por Mateo Antonio de Mendoza gobernador de la Nueva Vizcaya, sobre el Camino de la Plata, que unía a la Ciudad de México con la de Santa Fe de Nuevo México, siendo Carrizal prácticamente el único punto intermedio entre la entonces villa de San Felipe de Chihuahua (hoy la ciudad de Chihuahua) y la villa de El Paso del Norte (hoy Ciudad Juárez) y al situarse en la rivera del río del Carmen, uno de los pocos de la región, logró estabilizar la población y un entorno de relativa paz y prosperidad. Recibió su nombre en honor del entonces Virrey de la Nueva España, Agustín de Ahumada y Villalón, II Marqués consorte de las Amarillas.
Tras la independencia de México, Carrizal continuó siendo una de las principales poblaciones de su región, sin embargo, en el 20 de enero de 1831, en las cercanías de Carrizal ocurrió el primer alzamiento de tribus apaches que inició un conflicto que se desarrollaría a lo largo de todo el siglo XIX y que protagonizaría la historia de Chihuahua en todo ese periodo; en 1826 el gobierno del estado restableció la compañía presidial de Carrizal, para reforzar la lucha contra los alzados, el pueblo recibió el caráceter de cabecera del municipio de Carrizal según decreto del 17 de marzo de 1855, a principios de agosto de 1865 pasó por Carrizal el presidente Benito Juárez en su traslado desde Chihuahua hacia Paso del Norte perseguido por las tropas francesas.
Con el gobierno de Porfirio Díaz llegó a la región la construcción del ferrocarril de México a Ciudad Juárez, sin embargo la línea no fue trazada por Carrizal, sino a una distancia aproximada de 15 kilómetros al noroeste, por el punto denominado Labor de Magdalena, lo que significó que esta nueva población se convirtiera en el principal polo económico de la región y con él el deaimiento de Carrizal, el 14 de julio de 1894 esta población se denominó Villa Ahumada y se constituyó en cabecera de un nuevo municipio segregado del de Carrizal.

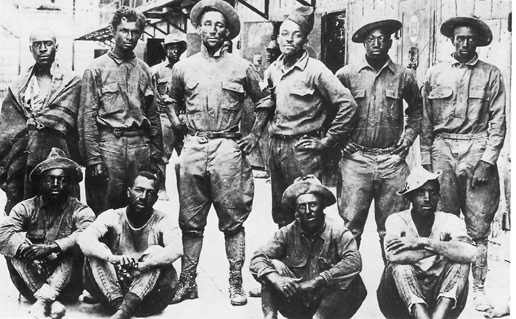
Soldados estadounidenses prisioneros tras la batalla de Carrizal.

Uno de los hechos históricos más importantes ocurridos en Carrizal tuvo lugar durante el desarrollo de la Revolución Mexicana, cuando se enfrentaron en la población el Ejército Mexicano mandado por el general Félix U. Gómez y tropas del Ejército de Estados Unidos bajo el mando del capitán Charles T. Boyd el 21 de junio de 1916; este enfrentamiento, conocido como la batalla de El Carrizal, se saldó con la victoria de las fuerzas mexicanas sobre las estadounidenses, que formando parte de la Expedición Punitiva perseguían a Francisco Villa por haber invadido Estados Unidos atacando el pueblo de Columbus, Nuevo México; las fuerzas mexicanas tenían orden de impedir el avance de los estadounidenses hacia el interior del estado, lo que lograron de momento, aunque en la batalla murió el general Félix U. Gómez, conocido desde entonces como El Héroe del Carrizal.
Sin embargo, la población del pueblo era cada vez menor, en consecuencia, el 18 de julio de 1931 el Congreso de Chihuahua emitió un decreto suprimiendo el municipio del Carrizal e incorporándolo al municipio de Ahumada, perdiendo de esta manera definitivamente el carácter de cabecera municipal; y constituyendo desde entonces una sección municipal.

## Localización y demografía
Carrizal se encuentra localizado en una de las zonas más desérticas del estado de Chihuahua, en las coordenadas geográficas 30°33′47″N 106°39′09″O / 30.56306, -106.65250 y a una altitud de 1 220 metros sobre el nivel del mar, junto a la población fluye el cauce del río del Carmen, prácticamente seco de manera permanente por lo árido del clima y por ser sus aguas represadas en su curso alta para ser utilizadas para el riego en el municipio de Buenaventura, por lo que ya no llega a la población ni a su desembocadura, la Laguna de Patos, localizada a unos 40 kilómetros al norte del Carrizal.
Su principal vía de comunicación es una carretera estatal pavimentada de dos carriles que lo une al noreste con Villa Ahumada, distante unos 20 kilómetros y al sureste con la población de Flores Magón, a unos 80 kilómetros, dicha carretera ha cobrado tránsito e importancia al constituir una vía libre alterna a la Carretera Federal 45 que en el tramo entre Villa Ahumada y Chihuahua es una autopista de cuota.
De acuerdo a los resultados del Censo de Población y Vivienda realizado en 2020 por el Instituto Nacional de Estadística y Geografía, la población de Carrizal asciende a un total de 65 personas, de las que 29 son hombres y 36 son mujeres.